# 冰片烯
冰片烯是一种有机化合物，化学式为C10H16。它可以莰烯为原料，制得2-氯莰烷后通过消除反应制得。它和叠氮化氢在四氯化锡存在下反应，可以得到1,8,8-三甲基-3-氮杂双环[3.2.1]辛烷。